# Clinica La Madonnina
La Casa di Cura La Madonnina o Clinica La Madonnina è una clinica privata situata a Milano in Via Quadronno 29/31. Fu progettata da Eugenio e Ermenegildo Soncini, che la realizzarono tra il 1957 e il 1959. 

## Storia e caratteristiche
L'edificio è di tipo a blocco, in accordo con quanto consigliavano le più recenti esperienze del settore; si sviluppa verticalmente in due corpi distinti: uno di otto piani, prospettante sul giardino e comprendente le camere di degenza; l'altro di quattro, su via Quadronno, adibito ad amministrazione, laboratori, radiologia, sale operatorie, sale parto, etc. Quest'ultimo blocco è una zona filtro: vi si svolgono le funzioni comuni ai degenti e agli estranei. Il netto distacco tra i due blocchi evita la promiscuità tra degenti ed esterni, che possono accedere agli ambulatori, ai reparti radiologici e ai laboratori, senza alcuna interferenza: i degenti si trovano infatti nella zona più tranquilla e interna della clinica verso il giardino. Il collegamento tra i due blocchi avviene a mezzo di ponti ad ogni piano.
Il piano tipo comprende sedici camere a un letto. Sono tutte perfettamente uguali e sono state studiate con una forma originale, non rettangolare, per consentire più ampio spazio libero attorno al degente e più facile pulizia. Ciascuna è dotata di veranda aperta sul giardino, vetrate d'angolo a tutta altezza, servizi indipendenti, impianto centralizzato di ossigeno e di vuoto. Il colore e gli arredi mirano a rendere la camera il più possibile gaia. I serramenti e saliscendi in alluminio anodizzato oro sono stati realizzati, per la prima volta in una clinica, totalmente in cristallo, senza telaio. Il disimpegno che serve le camere è stato disegnato curvilineo, per evitare l'effetto di "tubo sonoro".
Il secondo piano è destinato agli operandi più gravi e, corrispondentemente, le sale operatorie sono poste allo stesso livello, nel blocco basso. Vi sono cinque sale operatorie e la loro forma mira a garantire il massimo spazio intorno al gruppo operatorio. I percorsi di ammalati, chirurghi e infermieri sono tutti indipendenti.   
Cromaticamente i due corpi giocano sul rosa antico delle verande, il verde azzurro delle ceramiche, il bianco del marcapiano a smalto sintetico. 

### Il Design
I progettisti non si limitarono allo studio dell'impianto tipologico e distributivo ma scesero nei più minuti dettagli, sino a disegnare ogni singolo arredo. Innovativo è il disegno funzionale del letto: una manovra dolce consentiva l'inserimento di rotelle a grande raggio, molto scorrevoli, per cui il paziente veniva trasportato dalla camera ai reparti evitando il disagio del trasporto barellato con i relativi molteplici passaggi. Manovre meccaniche molto semplici permettono di ottenere l'elevazione o l'abbassamento graduale dei vari segmenti del piano di appoggio. Le due spalliere (di testa e di piedi) possono essere rimosse in modo rapido e facile, permettendo al personale di assistenza ogni manovra attorno al capo e agli arti inferiori del paziente. L'intercambiabilità delle spalliere con accessori particolarmente studiati, permette di trasformare il letto normale in un letto per traumatizzati, con applicazione di apparecchi  per trazione e sospensione a balcanica. 
Il tavolino del letto non poggia sulle coltri, ma, grazie alla forma a C, direttamente a terra, su ruote, e il suo piano può essere inclinato, trasformandolo in un leggio. 
Il disegno dell'arredo rimase valido per più di sessant'anni; solo nel 2019 fu sostituito e venduto a un'asta di design.